# Exception d'inexécution
L'exception d'inexécution du contrat est un droit dont dispose chaque partie à un contrat synallagmatique de refuser d'exécuter totalement ou partiellement l'obligation à laquelle elle est tenue tant qu'elle n'a pas reçu la prestation qui lui est due. L'exception d'inexécution n'entraîne pas la disparition de l'obligation mais seulement son ajournement, c'est-à-dire la suspension de son obligation.
En latin, l'exception d'inexécution est désignée « exceptio non adimpleti contractus ».
En droit québécois, l'exception d'inexécution est codifiée à l'article 1591 du Code civil du Québec. En droit français, elle est codifiée aux articles 1219 et 1220 du Code civil.

## Conditions de l'exception d'inexécution
- Les conditions de fond : l'exception d'inexécution ne peut être appliquée que s'il s'agit d'obligations interdépendantes et à exécution simultanée (ex. : vente).
- Les conditions d'exonération : l'exception d'inexécution n'est subordonnée ni à une demande en justice, ni à une mise en demeure préalable.

## Effets de l'exception d'inexécution
- Entre les parties : elle suspend l'exécution de la prestation de celui qui l'invoque. Elle permet de faire échec à toute demande d'exécution forcée de la part de l'autre partie.
- Vis-à-vis des tiers : l'exception leur est opposable.

A titre d'exemples, il ressort du rapport d'expertise judiciaire que l'origine des désordres ne résulte ni de la réalisation de travaux par la locataire ni d'un défaut d'entretien qui lui serait imputable et que, dans l'impossibilité d'exploiter le fonds de commerce depuis le 1er mars 2014, la locataire pouvait se prévaloir de l'exception d'inexécution de sorte que sa demande en suspension rétroactive du paiement des loyers et des charges à compter de cette date ne se heurtait à aucune contestation sérieuse.